# Uničov
Uničov é uma cidade checa localizada na região de Olomouc, distrito de Olomouc.